# Совестр, Стефан
Шарль Леон Стефан Совестр (фр. Charles Léon Stephen Sauvestre, 26 декабря 1847 — 18 июня 1919) — французский архитектор и художник. Архитектор и дизайнер Эйфелевой башни, создавший её окончательный облик.

## Биография
Шарль Леон Стефан Совестр родился в Боннетабле, Сарт, Франция, в 1847 году. Его отец — Шарль Совестр, бывший учитель, а позднее известный журналист, писатель, антиклерикальный активист с социалистическими взглядами и заметный деятель французского образования. Мать — домохозяйка, которая помимо работы по дому имела увлечение: она присоединилась к группе женщин, собравшихся вокруг Элизы Лемонье, французского педагога, занимавшейся развитием и продвижением женского профессионального образования.
В 1865 году Совестр поступает в школу École Spéciale d’Architecture первого набора, состоявшего всего из девяти учеников, и оканчивает её с отличием в 1868 году. В школе он изучает физику и химию, применительно к архитектуре, строительству и машиностроению, знакомится с современными строительными методами, в том числе с использованием металлических конструкций и железобетона. Он также получает сопутствующие архитектурной специальности знания, такие как строительный учёт и законодательство, политическая экономия, санитарные требования при строительстве, домашняя гигиена и городское здравоохранение.
Во время учёбы в школе он участвует в различных художественных салонах, выставляя на них свои художественные акварели и архитектурные рисунки, участвует в поэтических вечерах.
Фактически, по окончании Архитектурной школы, Стефан Совестр получает двойное образование архитектора и инженера. Потенциально его клиентами становились как аристократические и промышленно-буржуазные круги, так и государственные учреждения.
По окончании школы выпускникам было предложено поработать над перспективными муниципальными проектами.
Для Стефана Совестра такой работой стала реконструкция Брестского театра.
13 апреля 1872 года Стефан женился на учительнице из семьи стеклодувов из Аргонн — Луизе Ортанс Дюу, которая была на восемь лет старше его. Они проживали в 17-м округе Парижа. Брак оказался бездетным.
Стефан Совестр скончался в своем доме на улице Турен (8-й округ Парижа) 18 июня 1919 года.

## Творчество

### Архитектор нового района Парижа
Совестр был одним из ключевых людей в создании целого нового района Парижа. В 1860 году сельская местность Plaine-de-Monceaux, примыкающая к северо-западу французской столицы, была присоединена к городу. С 1878 года Стефан Совестр занимается проектированием домов в этом новом 17-м округе Парижа. Большинство спроектированных им домов сохранились до наших дней, о чём свидетельствуют таблички с именем архитектора на фасадах зданий по улицам Avenue de Villiers, Rue Ampère и Rue Eugène Flachat. Сам Совестр проживал неподалеку от свой работы — в доме 16 Rue Eugène-Flachat.

### На службе у Гюстава Эйфеля
В середине 70 годов Стефан Совестр поступает на службу к Гюставу Эйфелю и вскоре становится руководителем архитектурного отдела в его инженерном бюро и принимает участие в нескольких крупных проектах.
Во время Всемирной выставки 1878 года в Париже Совестр, как архитектор Эйфеля, проектирует павильон газовой компании Pavilion de Gaz. Также по заказу организаторов Совестр создаёт коммерческой иллюстративный каталог наиболее значимых павильонов выставки. Первоначально изображения были выполнены акварелью, а затем на их основе выполнены литографии.
Дальнейшее сближение рабочих отношений и творческих взглядов Эйфеля и Совестра произошло во время сотрудничества при проектировании и строительстве железнодорожной станции в Будапеште Будапешт-Ньюгати в 1874—1877 годах.

### Проекты Всемирной выставки (1889)
При подготовке к парижской Всемирной выставке в 1889 году Стефану Совестру было поручено проектирование павильона колоний Central Colonial Palace (Дворца Колоний) и павильона Никарагуа.
Дворец Колоний имел длину 73 и высоту большого купола 50 метров. На первом этаже располагались три больших выставочных зала, вход в которые происходил через элегантные галереи, огибающие дворец. Верхний часть павильона охватывала выставочную площадь почти в две тысячи квадратных метров. При отделке интерьера павильона Никарагуа было создано панно из сосны, посвящённое местной иконографии с фризами.
Создавая свои сооружения, Совестр стремился использовать редкие материалы, сохраняя при этом высокую прочность конструкции в сочетании с изящностью форм. В них сочетались элементы и стили «других миров» — русской избы, традиционных скандинавских и восточноевропейских построек. В конструкциях использовались горизонтально уложенные бревенчатые рамы скатной формы с черепичными крышами и обрезанными фронтонами.
Работа Совестра была оценена по заслугам, и он получил награду за выдающийся вклад и архитектурные достижения при оформлении Всемирной выставки 1889 года. Для Совестра это была не первая награда. Ранее его работы уже были отмечены медалью на выставке в Бордо.
- Проекты Всемирной выставки (1889)
- Павильон Колоний Всемирной выставки 1889 года
- Павильон Никарагуа. Всемирная выставка 1889 года
- Павильон Никарагуа. Внутренний интерьер

### Эйфелева башня
В 1884 году было принято решение о проведении в 1889 году в Париже Всемирной выставки, посвящённой годовщине Французской революции. Возникла идея создания архитектурного символа могущества французской республики. Мэрия Парижа устроила конкурс на лучший его проект и строительство. Гюстав Эйфель, как руководитель инженерного бюро, решает принять участие в конкурсе. Сотрудники его компании Эми́ль Нугье́ и Мори́с Кёшле́н ранее разрабатывали проект 300 метровой башни на основе металлических конструкций, что являлось технологическим прорывом для своего времени. Это проект и был предложен организаторам конкурса. Он был недорогим, лёгким как для монтажа, так и для своего последующего демонтажа, что давало ему существенное преимущество по сравнению с предложениями конкурентов. Проект башни как нельзя более кстати подходил для поставленных организаторами целей и в итоге он был одобрен мэрией.
Однако у принятого проекта появились противники, которым пришлась не по вкусу металлическая громадина, портившая вид французской столицы.
В 1887 году 300 писателей и художников, среди которых были Александр Дюма-сын, Ги де Мопассан и композитор Шарль Гуно, написали возмущённое письмо в адрес муниципалитета, описывая конструкцию как:

«…бесполезную и чудовищную, как смехотворную башню, доминирующую над Парижем, как гигантская фабричная дымовая труба…
На протяжении 20 лет
мы будем вынуждены смотреть на отвратительную тень ненавистной колонны из железа и винтов, простирающуюся над городом, как чернильная клякса».

Проект был отдан на доработку архитектору бюро Эйфеля — Стефану Совестру. После внесённых изменений было уменьшено количество этажей с шести до трёх, обшиты камнем цокольные опоры башни, изменена ориентация фундамента и под первой платформой появилась ажурная арка, верхушке башни придали округлую форму. На усовершенствованный проект башни Эйфель получил патент и авторские права. Таким образом, именно Стефану Совесту мир обязан современным видом Эйфелевой башни.
Ги де Мопассан, после первоначальной ненависти, впоследствии проникся симпатией к башне и даже любил обедать в расположившемся в ней ресторане. На вопрос о причине изменения своего мнения он шутливо отвечал:

«Это единственное место в Париже, где не видно башню».

### Архитектор производителей шоколадаМенье
В конце 90-х годов Стефан Совестр получает заказ на проектирование виллы промышленника Альбера Менье. Он должен был воплотить безумные строительные планы шоколадного магната, который не был ограничен ни своими архитектурными и дизайнерскими фантазиями, ни денежными средствами.
Строительство виллы началось в 1899 году и продолжалось на протяжении пяти лет. Архитектурный ансамбль расположился в заливе Гамаш муниципалитета Антикости в Квебеке.
Он включал целый комплекс жилых и хозяйственных построек: дом с ландшафтным садом, конюшни (в том числе с ареной для верховой езды), кузнечная мастерская, конными банями, молочный комплекс, собственная электростанция. Дом, построенный в англо-нормандских традициях с внутренней отделкой в стиле Людовика XIII и фламандских мастеров XVII века, украшали множество скульптур и витражей, выполненные Джозефом Альбертом Понсином.
Виллу Альберта Менье ожидало грустное будущее. Его потомки — Анри Менье, а позже и его брат Гастон Менье — не проявляли интереса к островному жилому комплексу. Он был постепенно заброшен и в дальнейшем продан владельцу целлюлозно-бумажного комбината Consolidated Pulp & Paper. Вилла, признанная самым замечательным архитектурным произведением, когда-либо построенном на острове,
была уничтожена искусственным пожаром 3 октября 1953 года на глазах опечаленных местных жителей. Уничтожение виллы было запечатлено нанятым фотографом. Сохранившийся архив виллы, обнаруженный в 1991 году, свидетельствует о размерах этого впечатляющего сооружения.
- Вилла Менье
- Жилой дом семьи производителя шоколада Альберта Менье. Архитектор Стефан Совестр, 1884
- Вилла Анри Менье, муниципалитет Иль-д'Антикости в Квебеке. Архитектор Стефан Совестр. Открытка 1905 года
- Внутренний вид виллы Менье. В кресле Анри Менье. Архитектор Стефан Совестр. 1905
- Вид холла виллы Менье. Муниципалитет Иль-д'Антикости в Квебеке. Архитектор Стефан Совестр. Открытка 1905 года

### «Собор» в Нуазьель
Так называемый «Собор» Нуазьель (1906—1908) — один из самых успешных проектов Стефана Совестра. Полностью железобетонное семиэтажное здание — фабрика по производству и изготовлению шоколада промышленных магнатов Менье площадью 2000 м2. Практически полностью изолированное от остального промышленного комплекса устьем реки Марны, оно соединялось крытым бетонным переходом с основным заводом шоколадной фабрики Менье. Французский инженер Арман Консидер, использовал здание для изучения структурных эффектов железобетона на основе запатентованной системы Виктора Лупа, благодаря чему наиболее ответственные части сооружения — колонны и балки здания, а также пешеходный мост — построены с использованием новейших на то время технологий.
В начале 1990-х годов было прекращено производство на заводе Noisiel, а в 1996 году Nestlé France открыла в главном здании комплекса свою штаб-квартиру, предоставив другие здания под музей шоколада.
- Архитектура Собора шоколадной фабрики Менье
- Собор шоколадной фабрики в Нуазьеле (Сена и Марна, Франция) вид с реки Марна)
- Собор шоколадной фабрики в Нуазьеле
- Собор шоколадной фабрики пешеходный переход
- Внутренний вид Собора шоколадной фабрики

## Оценка творчества
С самого начала своей работы Стефан Совестр придерживался одного принципа — спроектированные им дома никогда не должны быть одинаковыми, более того, большинство его зданий даже отдалённо не похожи друг на друга, отличаясь разнообразием форм, размеров и цветов. Спроектированные Совестром здания сочетали в себе различные стили. В них можно найти готические, ренессансные элементы, фрагменты эпохи Генриха IV и Людовика XIII, традиционной русской и скандинавской архитектуры. Здания строились из камня и кирпича, железобетонных и металлических конструкций, которые умело сочетались в разных пропорциях.
Индивидуалист и проницательный эксцентрик Стефан Совестр — пример успешного архитектора, попавшего в период бурного технологического развития последних десятилетий XIX века. Его творчество и карьера — пример профессионального выживания и процесса селекции в архитектурной практике конца XIX — начала XX веков.

«Стефан Совестр — пример архитектора, вклинившегося между „художниками“ и „инженерами“. Его творчество никогда не приветствовалось в пуристских архитектурных кругах, несмотря на его многообещающие проекты и реализации. Архитектурная пресса никогда не публиковала его работы»
— Shelley Hornstein-Rabinovitch Journal of Architectural and Planning Research Vol. 7, No. 3 (Autumn, 1990), pp. 209-221